# Capoulet-et-Junac
Capoulet-et-Junac – miejscowość i gmina we Francji, w regionie Oksytania, w departamencie Ariège.
Według danych na rok 2010 gminę zamieszkiwało 190 osób, a gęstość zaludnienia wynosiła 68 osób/km².